# ملوان زبل: مرد قاتل
ملوان زبل: مرد قاتل (انگلیسی: Popeye the Slayer Man) یک فیلم اسلشر آمریکایی محصول سال ۲۰۲۵ به کارگردانی رابرت مایکل رایان با بازی جیسون رابرت استفنز، سارا نیکلین، آنجلا رلوسیو، اسکات سووپ و میبل توماس است. این فیلم به عنوان یک بازگویی ترسناک از شخصیت ملوان زبل اثر الزی کریسلر سگار عمل می‌کند.
این فیلم در ۲۱ مارس ۲۰۲۵ در سینماها و به صورت ویدیویی منتشر شد.

## داستان
گروهی از دوستان کنجکاو، مخفیانه به یک کارخانه متروکه کنسرو اسفناج نفوذ می‌کنند تا از افسانه مرد ملوان که گفته می‌شود در کارخانه و اسکله‌های اطراف آن سرگردان است، مستندی بسازند، اما…

## ساخت
فیلم در ایالت نیویورک فیلمبرداری و تولید شد.